# آلینی‌کوو
آلینی‌کوو (انگلیسی: Aleynikovo) یک شهرک در بخش آلکسیفسکی استان بلگورود کشور روسیه است.